# Pełczyce
Pełczyce (deutsch Bernstein) ist eine Kleinstadt im Kreis Choszczno (Arnswalde) der polnischen Woiwodschaft Westpommern mit etwa 2700 Einwohnern sowie Sitz der gleichnamigen Stadt- und Landgemeinde.

## Geographische Lage

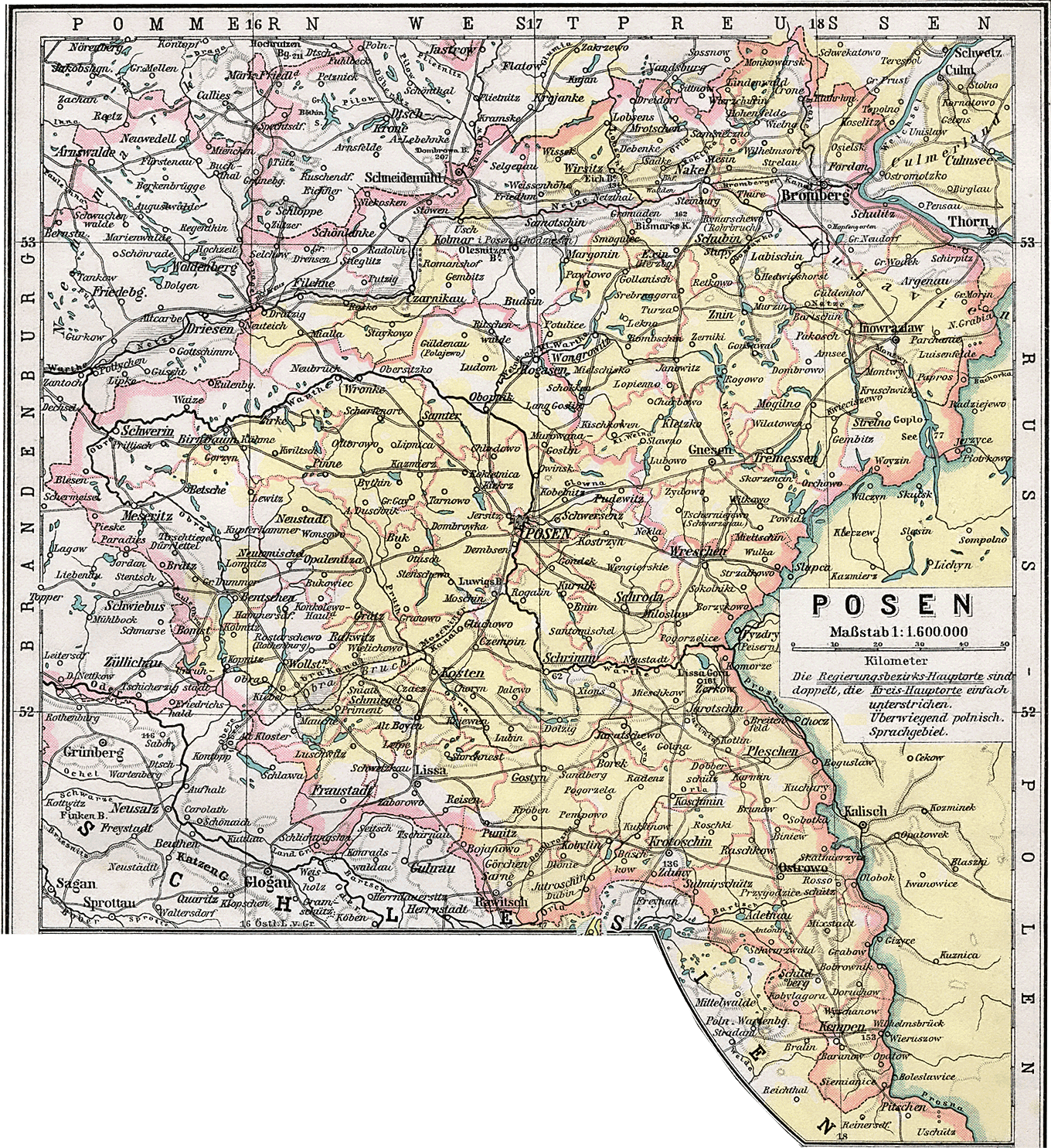
Bernstein (‚Bernstn.‘, linker Bildrand) westsüdwestlich von Schneidemühl und südlich von Arnswalde auf einer Landkarte der Provinz Posen von 1905 (gelb markierte Flächen kennzeichnen Gebiete mit seinerzeit mehrheitlich polnischsprachiger Bevölkerung).

Die Kleinstadt liegt in der Neumark nördlich des Großen Pulssees (Jezioro Duży Pełcz), der zur Soldiner Seenplatte (Pojezierze Myśliborskie) gehört, und grenzt unmittelbar an den Jungfernsee. Der Ort befindet sich an der Landstraße von Choszczno (Arnswalde) nach Barlinek (Berlinchen). Nordwestlich erstreckt sich der fruchtbare Pyritzer Weizacker.

## Geschichte

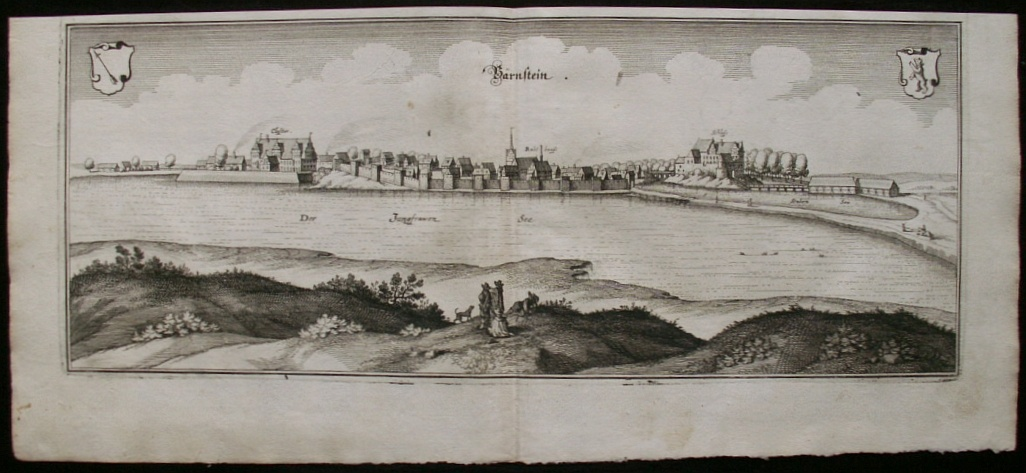
Bernstein um 1650 nach Matthäus Merian

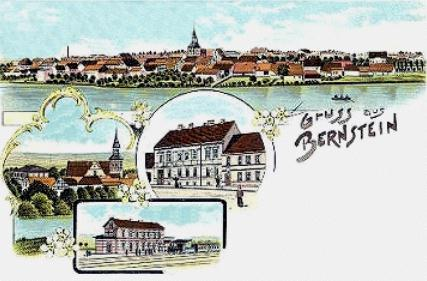
Bernstein um 1890

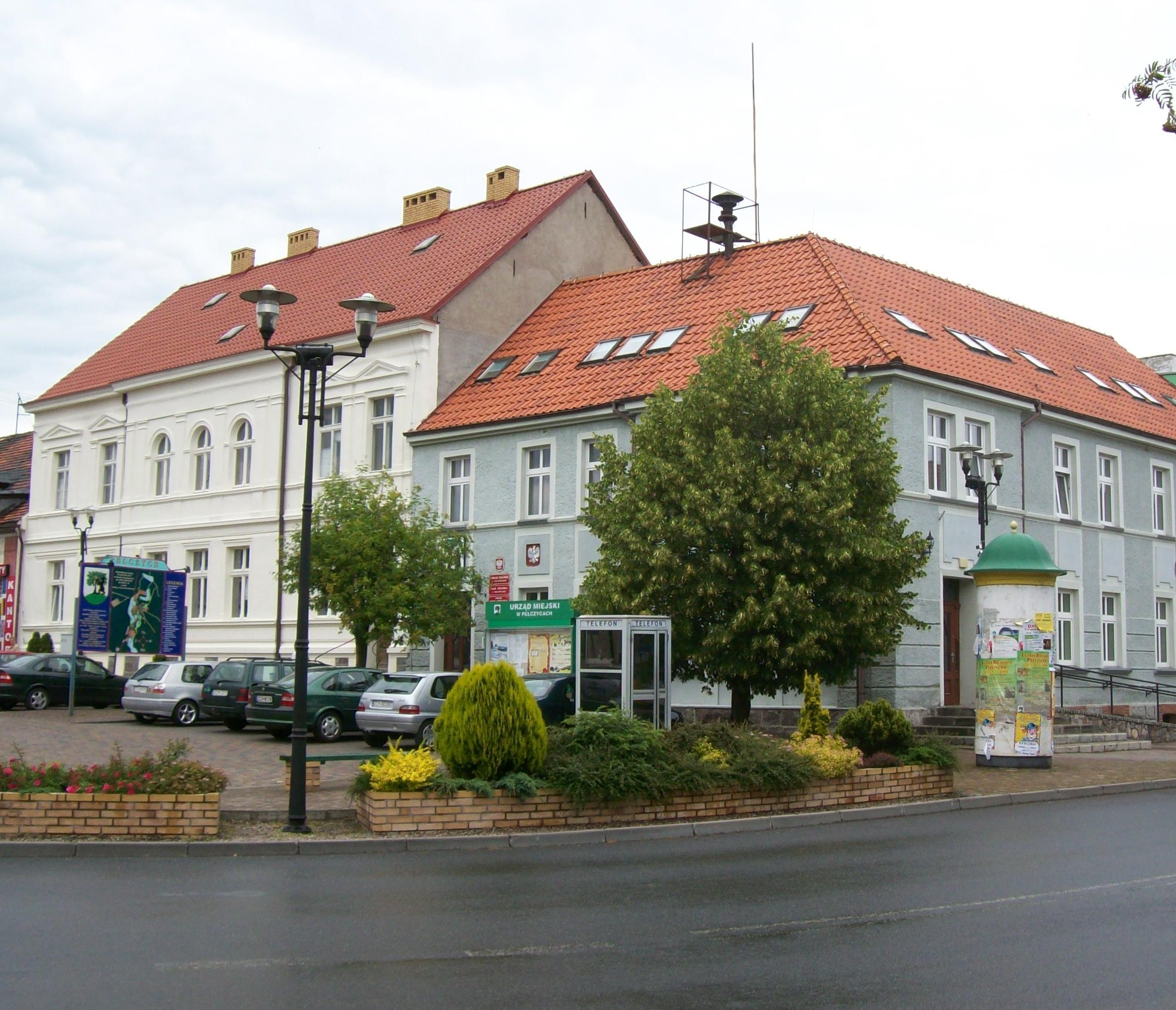
Rathaus

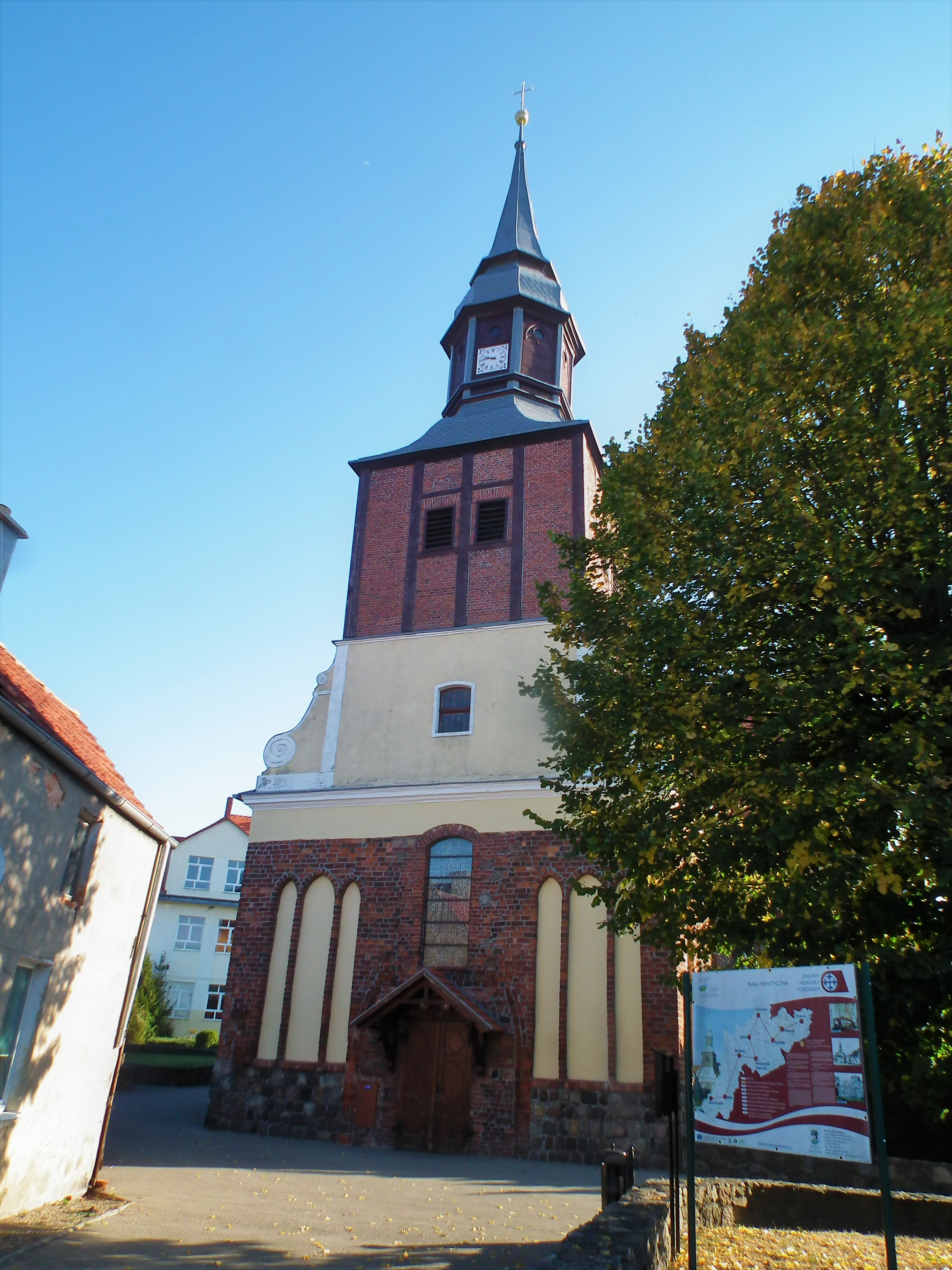
Turm der Stadtkirche

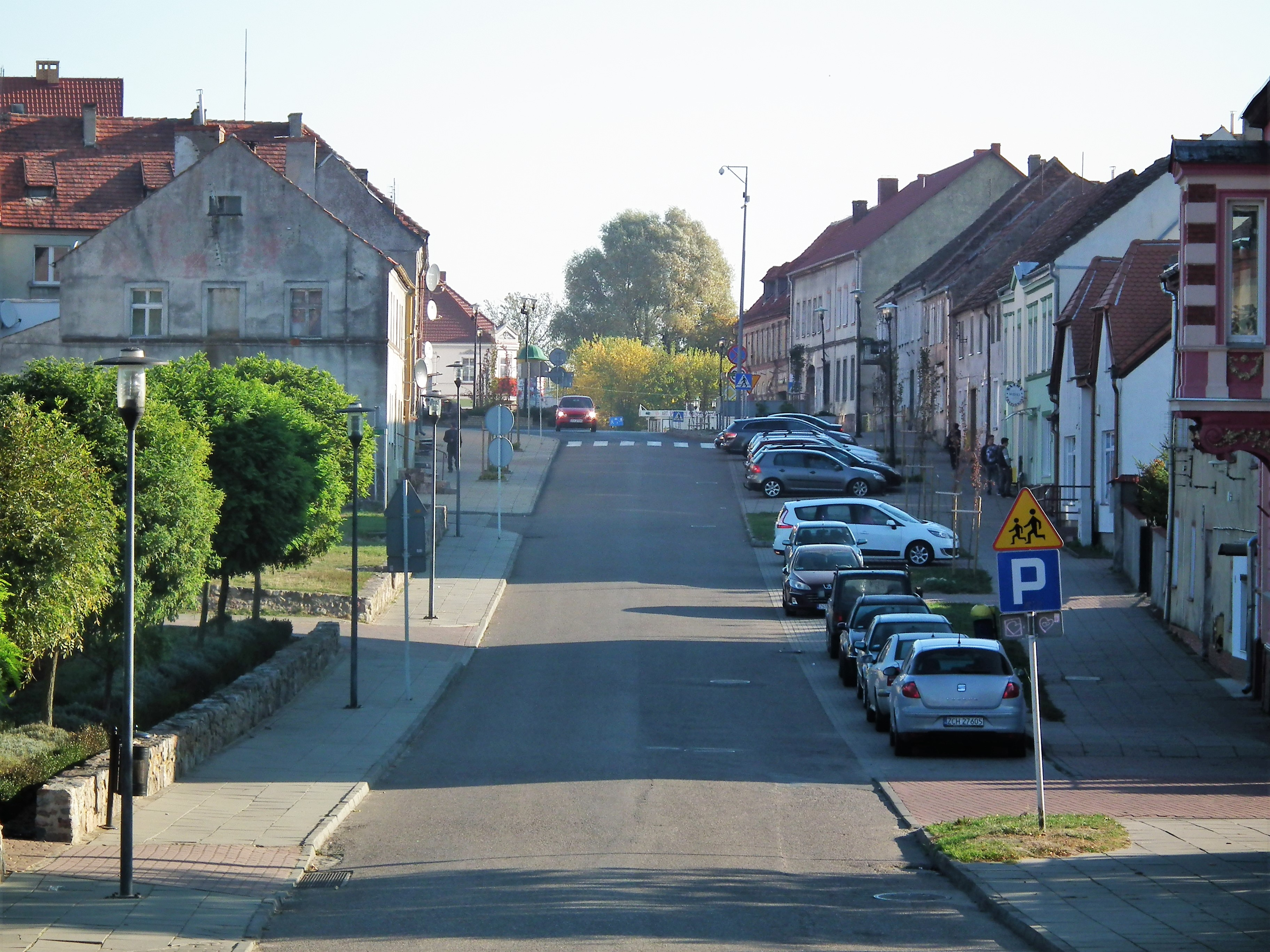
Stadtzentrum

In der ersten Hälfte des 13. Jahrhunderts entstanden nördlich des Pulssees ein Kloster und eine Klosterkirche im so genannten Lande Berenstein (auch Bernsteyn), das sich im Besitz der brandenburgischen Markgrafen befand, das aber auch die Herzöge von Pommern für sich beanspruchten. Mit Zustimmung des Bischofs von Cammin übergab Markgraf Albrecht III. 1290 das Kloster Bernstein den Zisterzienserinnen. In der Stiftungsurkunde wurde erstmals die „civitas“ Bernstein erwähnt. Im Jahr 1328 huldigten die Ratsherren der Stadt dem Markgrafen Ludwig I. von Brandenburg. Um das Jahr 1349 verkaufte der falsche Waldemar Stadt und Land Bernstein für 7000 Silbermark an den pommerschen Herzog Otto I. Markgraf Ludwig I. brachte das Ländchen jedoch wieder an Brandenburg zurück, und im Jahr 1364 wird es noch der Neumark zugerechnet. Anschließend muss das Ländchen wiederum an die pommerschen Herzöge gekommen sein, die es zuvor ein volles Jahrhundert lang besessen hatten, denn im Feldzug des brandenburgischen Kurfürsten Albrecht Archilles gegen Pommern wurde Bernstein am 2. August 1448 für Brandenburg zurückerobert. 1485 wurde die Familie von Waldow mit dem Schloss Bernstein belehnt, 1517 wurde das Lehen auf die Stadt erweitert. Zwei Stadtbrände 1568 und 1578 fügten der Stadt schweren Schaden zu.
Der Dreißigjährige Krieg warf Bernstein in seiner Entwicklung weit zurück und ein weiterer Stadtbrand 1727 vernichtete große Teile. Während des Siebenjährigen Krieges richteten die Russen große Zerstörungen an, besonders die Kosaken unter ihrem General von Tottleben. 1728 ging die Familie von Waldow in Konkurs und Bernstein wurde zur königlichen Domäne. In diesem Jahr brannte es erneut, dabei gingen alle Stadtakten und die Kirchenbücher verloren. Während der napoleonischen Feldzüge wurde Bernstein von den durchziehenden Franzosen geplündert.
Nach der preußischen Verwaltungsreform wurde Bernstein 1818 in den Kreis Soldin in der Provinz Brandenburg eingegliedert, zu dem die Stadt bis 1945 gehörte.
Während der ersten Hälfte des 19. Jahrhunderts ernährten sich die meisten Einwohner von der Tuchherstellung sowie von der Moränenfischerei im Jungfernsee. In den Jahren 1814 und 1820 wurden die um die Stadt gelegenen Wälder an Stettiner und Hamburger Unternehmer verkauft und von diesen abgeholzt. Die kahlen Flächen wurden aufgesiedelt und zum Teil den Bernsteiner Bürgern als Abfindung für die verlorenen Holzrechte unentgeltlich übergeben. Auf den anderen Flächen entstanden neue Güter. Zur Mitte des 19. Jahrhunderts hatte sich Bernstein von den Rückschlägen der Vergangenheit erholt und war zu einer lebensfähigen Ackerbürgerstadt geworden. Entscheidenden Anteil daran hatte der Anschluss an die Eisenbahnlinie von Küstrin nach Arnswalde.
Im Januar 1945 wurde die Region mit der Stadt Bernstein von der Roten Armee eingenommen und besetzt. Aufgrund des Potsdamer Abkommens wurde die Stadt nach Kriegsende der Verwaltung der Volksrepublik Polen unterstellt und in Pełczyce umbenannt. Die verbliebene deutsche Bevölkerung wurde in der Folgezeit vertrieben. 

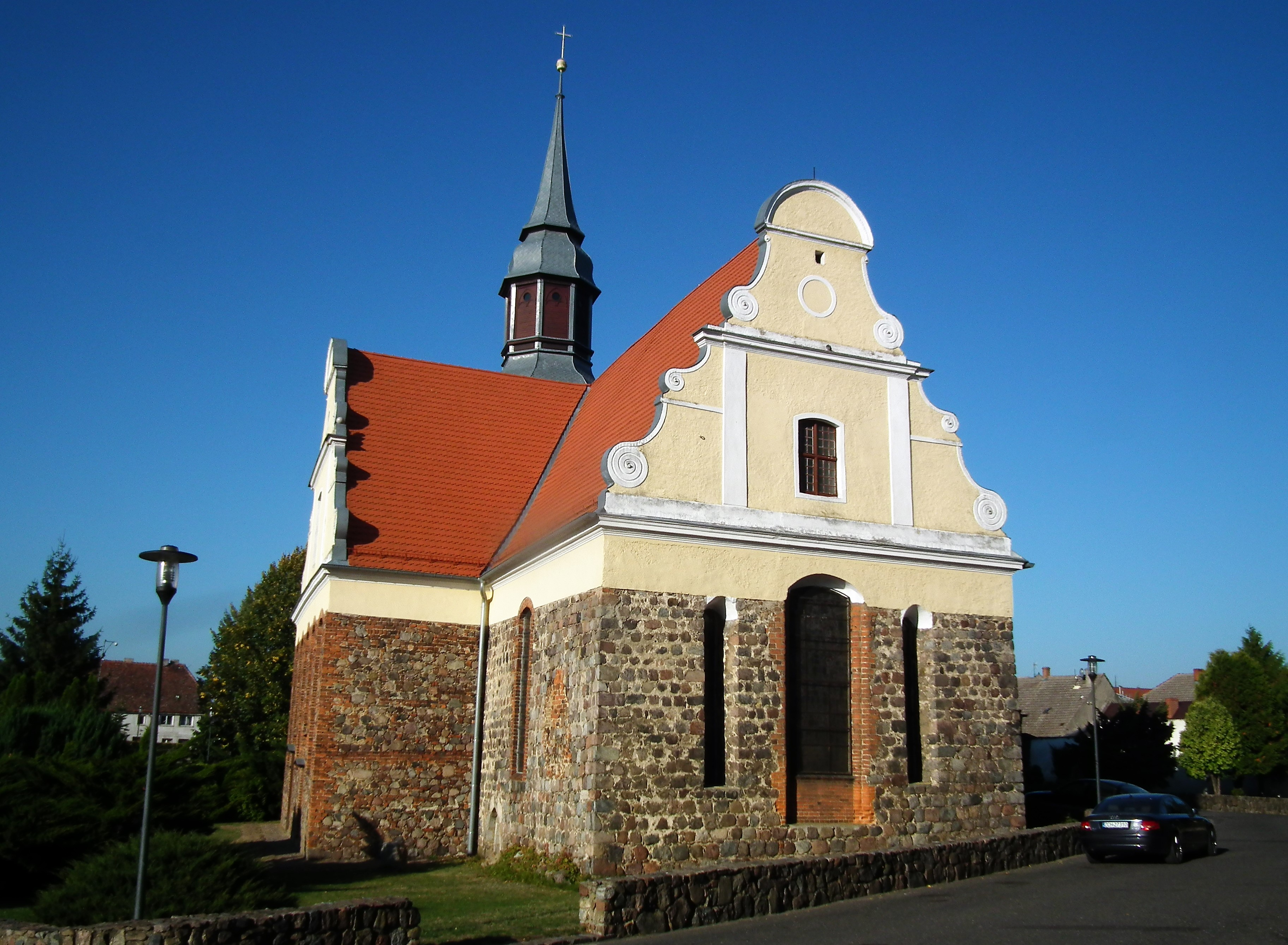
Stadtkirche (Kirche der Geburt der Jungfrau Maria)

## Sehenswürdigkeiten
Die Kirche der Stadt wurde im 13. Jahrhundert aus Granit- und Backsteinen errichtet; sie wurde im 15. Jahrhundert im gotischen Stil umgebaut. In den Jahren 1290–1537 wurde das Patronat über die Kirche von ortsansässigen Zisterziensern gehalten, dann von der Familie von Waldow. Im ersten Viertel des 18. Jahrhunderts wurde das Gebäude nach der Zerstörung durch einen Brand wieder aufgebaut. Sie erhielt dabei die Form eines griechischen Kreuzes, und es wurden vier barocke Giebel errichtet. 1729 wurde über dem Westteil ein Fachwerkturm mit Kuppel errichtet und das Innere umgebaut. Von der Reformation bis 1945 evangelisch, wurde die enteignete Kirche am 8. September 1946 römisch-katholisch geweiht.

## Demographie
| Jahr | Einwohner | Anmerkungen |
| ---- | --------- | --- |
| 1719 | –         | 34 Häuser mit Ziegeldach, 50 Häuser mit Strohdach und 53 wüste Stellen (verursacht durch Brandschäden am Anfang des 18. Jahrhunderts)                        |
| 1750 | 0635      | [ 4 ] [ 3 ] [ 6 ] |
| 1801 | 0887      | in 146 christlichen Familien und drei jüdischen Familien mit 37 Personen; 116 Häuser mit Ziegeldach                                                          |
| 1802 | 0883      | [ 7 ] |
| 1810 | 0874      | [ 7 ] |
| 1816 | 0979      | davon 834 Evangelische, drei Katholiken und 42 Juden (zwei Schullehrer und -lehrerinnen)                                                                     |
| 1821 | 1152      | in 137 Privatwohnhäusern |
| 1840 | 1638      | in 177 Häusern |
| 1853 | 2241      | in 241 Wohnhäusern (die jüdische Gemeinde hat in Bernstein eine eigene Synagoge und bestand 1850 aus 65 Personen)                                            |
| 1855 | 2126      | darunter 17 Katholiken und 54 Juden, in 188 Häusern |
| 1858 |           | [ 6 ] |
| 1867 | 2210      | am 3. Dezember |
| 1871 | 2197      | am 1. Dezember, davon 2102 Evangelische, acht Katholiken, 13 sonstige Christen, 70 Juden und vier Personen mit unbekanntem oder sonstigen Glaubensbekenntnis |
| 1875 | 2131      | [ 9 ] |
| 1880 | 2247      | [ 9 ] |
| 1890 | 2189      | davon 17 Katholiken und 54 Juden |
| 1900 | 2274      | meist Evangelische |
| 1910 | 2206      | am 1. Dezember |
| 1933 | 2725      | [ 9 ] |
| 1939 | 2587      | [ 9 ] |

## Söhne und Töchter der Stadt
- Friedrich Gottlieb Michaelis (1726–1781), preußischer Minister
- Carl Gabriel (1857–1931), Oktoberfest-Schausteller
- Hermann Liebig (1839–1914), baptistischer Geistlicher
- August Liebig (1836–1914), baptistischer Geistlicher

## Gmina Pełczyce

### Allgemeines
Die Stadt- und Landgemeinde Pełczyce umfasst eine Fläche von 200,71 km², was 15 % der Gesamtfläche des Powiat Choszczeński entspricht. Hier leben 8.016 Einwohner.

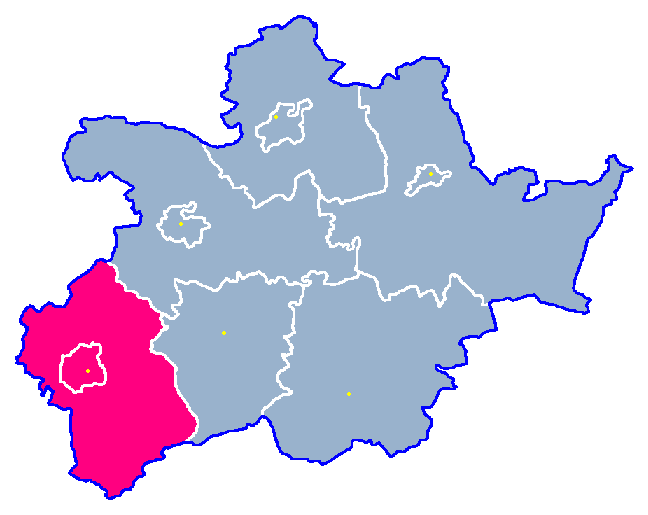
Die Lage der Gmina Pełczyce im Powiat Choszczeński

Die Westgrenze der Gemeinde wird von der Płonia (Plöne) gebildet, einem 79 Kilometer langen Fluss, der in den Jezioro Dąbie (Dammschen See) mündet. Im Osten grenzt die Gemeinde an die Mała Ina (Faule Ihna). Die Südgrenze der Gmina Pełczyce ist zugleich die Kreis- bzw. Woiwodschaftsgrenze zum Powiat Strzelecko-Drezdenecki (Kreis Friedeberg-Driesen) und zur Woiwodschaft Lebus.
Zum Gemeindegebiet gehören der große Jezioro Duży Pełcz (Großer Pulssee) und der kleinere Jezioro Trzebień (Trapehner See). Im Nordwesten gehört ein Teilgebiet der Gmina zum Barlinecko-Gorzowski Park Krajobrazowy (Landschaftsschutzpark Berlinchen-Landsberg).
Nachbargemeinden der Gmina Pełczyce sind:
- Choszczno (Arnswalde) und Krzęcin im Powiat Choszczeński,
- Barlinek im Powiat Myśliborski (Kreis Soldin),
- Dolice im Powiat Stargardzki (Kreis Stargard in Pommern), und
- Strzelce Krajeńskie (Friedeberg (Neumark)) im Powiat Strzelecko-Drezdenecki (bereits in der Woiwodschaft Lebus gelegen).

Das Gebiet der Gmina Pełczyce ist in zwei Postleitzahl-Regionen unterteilt: Płotno (Blankensee) = 73-236, und Pełczyce = 73-260.

### Gemeindegliederung

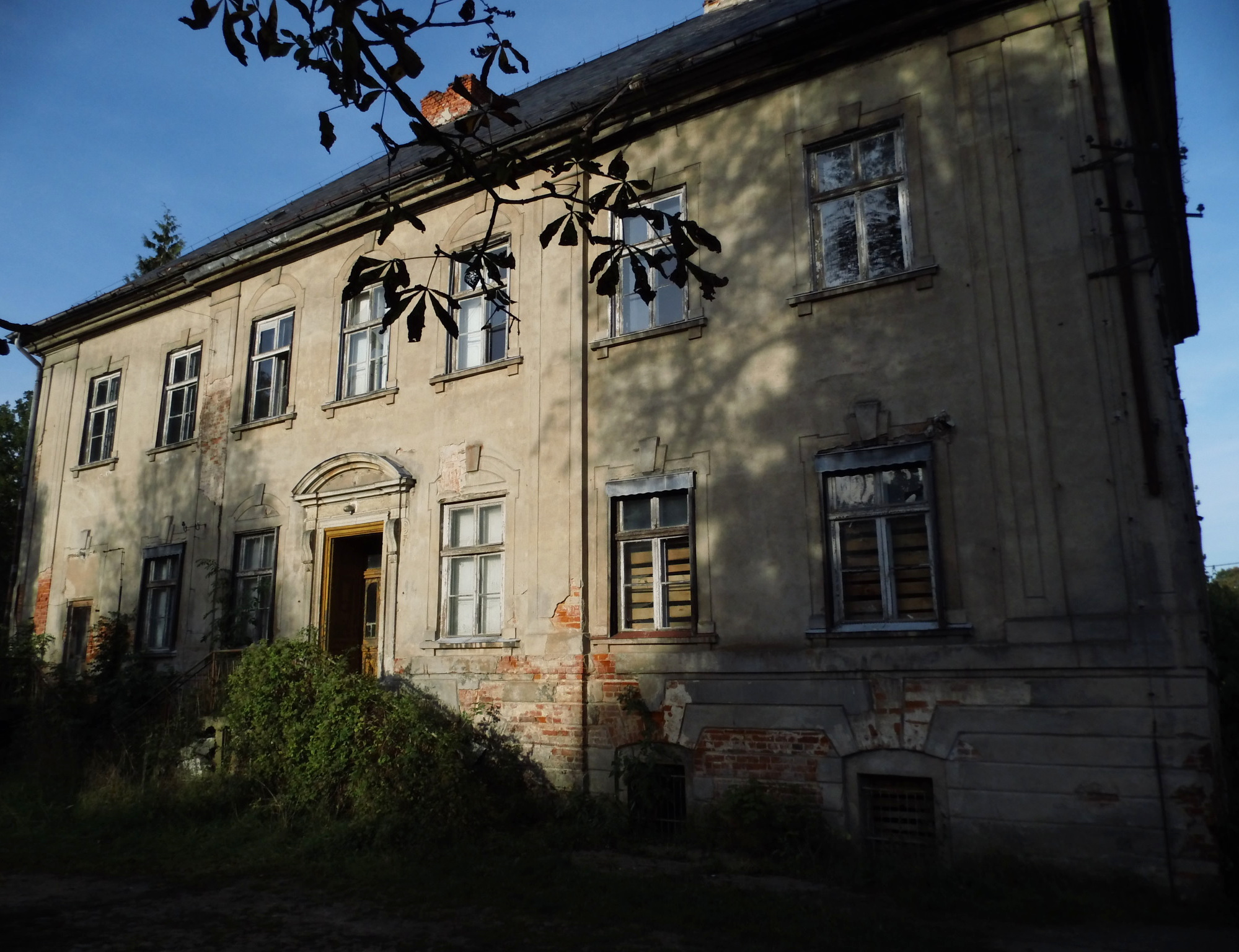
Herrenhaus Jagow

Zur Gmina Pełczyce gehören insgesamt 27 Ortschaften, die – neben der Stadt Pełczyce – 19 Ortsteilen („Schulzenämtern“) zugeordnet sind:
- Ortsteile:
  - Będargowo (Groß Mandelkow)
  - Boguszczyny (Gottberg)
  - Bolewice (Bärfelde)
  - Brzyczno (Wilhelminenhof)
  - Bukwica (Buchholz)
  - Chrapowo (Hohengrape)
  - Jagów (Jagow)
  - Jarosławsko (Gerzlow)
  - Krzynki (Krining)
  - Lubiana (Alt Libbehne)
  - Lubianka (Neu Libbehne)
  - Ługowo (Lindenberg)
  - Łyskowo (Ernstburg)
  - Nadarzyn (Billerbeck)
  - Niesporowice (Hasselbusch)
  - Płotno (Blankensee)
  - Przekolno (Groß Ehrenberg)
  - Sarnik (Rehfeld)
  - Trzęsacz (Oberbruch)
- Übrige Ortschaften:
  - Będargowiec (Neu Mandelkow)
  - Golejewo (Herzfelde)
  - Kępiniec
  - Przyłęki
  - Puszczyn
  - Sułkowo (Charlottenhof)
  - Trynno

### Verkehr

#### Straßen
Durch das Gemeindegebiet verläuft in Nord-Süd-Richtung die verkehrsreiche Woiwodschaftsstraße 151, die von Świdwin (Schivelbein) bis nach Gorzów Wielkopolski (Landsberg a. d. Warthe) führt. Bis zur Nachbarstadt Barlinek (Berlinchen) sind es acht Kilometer, und die Kreisstadt Choszczno (Arnswalde) liegt 20 Kilometer entfernt. Die einzelnen Gemeinde-Ortschaften sind über Nebenstraßen und Landwege erreichbar.

#### Eisenbahn
Im Jahre 1898 wurde die Bahnstrecke Arnswalde (Choszczno) – Alt Libbehne (Lubiana) – Berlinchen (Barlinek) gebaut, die später bis nach Głasow (Glazów) weitergeführt wurde. An dieser Strecke waren im heutigen Gemeindegebiet die Bahnstationen: Blankensee (Płotno) und Bernstein (Pełczyce).
1902 entstand auch eine Kleinbahnstrecke der Friedeberger Bahnen von Alt Libbehne nach Friedeberg (Neumark) (Strzelce Krajeńskie) mit Anschluss an die Preußische Ostbahn. An dieser Strecke lagen Neu Mandelkow (Będargowiec), Groß Mandelkow (Będargowo), Gerzlow (Jarosławsko), Groß Ehrenberg (Przekolno) und Gottberg (Boguszczyny). 1961 wurde diese Linie stillgelegt, und 1996 wurde auch die Strecke Choszczno – Barlinek geschlossen. Eine Bahnanbindung besteht heute somit nicht mehr.